# Sentii

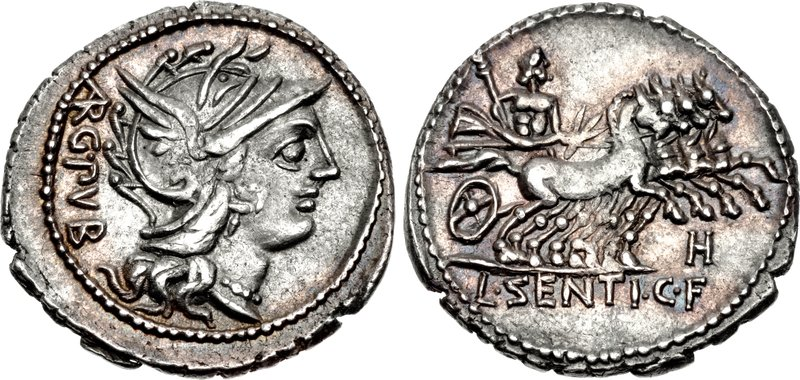
Denier de Lucius Sentius, -101. Sur l'avers se trouve la tête de Roma, tandis que sur le revers figure Jupiter conduisant un quadrige.

La gens Sentia était une famille plébéienne de la Rome antique. Les membres de cette gens sont mentionnés pour la première fois dans l'histoire vers la fin de la République.

## Origine
L'origine du nomen Sentius est incertaine, mais elle pourrait être dérivée du latin sentus, épineux. Chase le classe parmi les nomen qui soit est originaire de Rome, soit ne peut être démontré comme provenant de nulle part ailleurs. Syme préfère une origine étrusque, notant que le nom semble abondant à Clusium. Cependant, les Sentii Saturnini de la fin de la République étaient originaires d'Atina, dans le sud du Latium.

## Praenomen
Les principaux praenomen utilisés par les Sentii étaient Caius, Cnaeus et Lucius, qui étaient tous très courants tout au long de l'histoire romaine. D'autres noms attestés par des inscriptions incluent Quintus et Sextus.

## Branches et cognomen
La famille la plus importante des Sentii portait le cognomen Saturninus, qui apparaît sur les pièces de monnaie. Les autres pièces de monnaie de cette gens ne comportent aucun nom de famille. L'un des Sentii les plus remarquables de l'époque impériale portait le cognomen Augurinus, un nom de famille professionnel indiquant probablement que lui ou l'un de ses ancêtres était un augure.

## Membres

### Sentii Saturnini
- Caius Sentius, (v.-150 - ?);
  - Caius Sentius, (v.-130 - ap.-86)préteur urbain en -94, et gouverneur de Macédoine de 93 à 87. Il repoussa une invasion des Thraces sous Sothinus, mais fut ensuite repoussé par Ariathes et Taxiles[5],[6],[7],[8],[9],[10],[11];
    - Caius (Sentius), (v.-105 - ?)[12];
      - Caius Sentius Saturninus Vetulo, (v.-80 - ap.-35), proscrits en -43, échappa à la mort en prenant les insignes de préteur et en marchant vers Puteoli, où il monta à bord d'un navire pour la Sicile et rejoignit Sextus Pompée. Il est passé à Octave en 35[13],[14],[15],[16];
        - Caius Sentius Saturninus, (v.-60 - ap.6), consul en -19, proconsul d'Afrique, légat d'Auguste propréteur de Syrie, légat d'Auguste propréteur de Germanie de 3 à 6[17],[18],[19],[20],[21],[22].
          - Caius Sentius Saturninus, (v.-32 - ap.4), consul en 4[23],[24],
          - Cnaeus Sentius Saturninus, (v.-30 - ap.21), consul suffect en 4, proconsul de Syrie de 19 à 21[23],[25],[24],
            - Cnaeus Sentius Saturninus, (v.7 - 66/7), préteur urbain en 37, consul en 41[26],[24],

          - Lucius Sentius Saturninus, (v.-25 - ap.-6), assista au procès des fils d' Hérode en -6, avec son père et ses frères, Gaius et Gnaeus[23],[24].

    - Sentia, (v.-105 - ?), épouse de Lucius Scribonius Libo[27];
    - Cnaeus (Sentius) Saturninus, (v.-95 - ap.-50), servit probablement comme questeur ou légat sous Quintus Caecilius Metellus en Crète en -68 ou -67[28],[29];
      - Cnaeus (Sentius) Saturninus, (v.-70 - ap.-50), un jeune homme accro au luxe et aux privilèges[28],[30],[31],[32];

  - Lucius Sentius, (v.-125 - ap.-80), triumvir monétaire, préteur urbain[33],[1],[34],[12];

#### Autres
- Cnaeus Sentius Cn. F. Saturninus, originaire d'Atina, était un éclaireur servant dans la huitième cohorte de la Garde prétorienne, au siècle de Sévère. Il a été enterré dans un tombeau du premier siècle à Rome, âgé de vingt-sept ans, après avoir servi huit ans[35].
- Lucius Sentius L.f. Saturninus, originaire de Mediolanum en Gaule cisalpine, était un éclaireur servant au siècle de Lucius Cornelius Viator. Il fut enterré à Rome, âgé de trente-trois ans, après avoir servi pendant treize ans[36].
- Caius Sentius Saturninus, un vétéran de la quatrième légion, a construit un tombeau à Stobi en Macédoine pour lui-même, sa femme, Gavia Julia, leur fils, Caius Sentius Saturninus, et Sentia, l'affranchie de Zosime[37].
- Caius Sentius C.f. Saturninus, le fils de Caius Sentius Saturninus et de Gavia Julia, était soldat de la quatrième cohorte de la Garde prétorienne. Il fut enterré à Stobi dans un tombeau construit par son père[37].
- Sentia, l'affranchie de Zosime, enterrée dans un sépulcre familial construit à Stobi par Caius Sentius Saturninus[37].
- Sentia Saturnina, a dédié un tombeau à Comum en Gaule cisalpine à son mari, Caius Catius Secundus[38].
- Sentia Saturnina, enterrée à Naraggara en Afrique Proconsularis, âgée de soixante-cinq ans, avec Decimus Gargilius Gargilianus, âgé de soixante-huit ans[39].
- Quintus Sentius Saturninus, un homme de rang équestre, enterré dans une tombe ornée à Iufi en Afrique Proconsularis[40].

### Autres
- Sentius Potitus, mentionné dans un rescrit de date incertaine[41].
- Sentius, dénoncé et mis à mort sous le règne de Néron . Le sénateur Helvidius Priscus le rappela comme l'un des amis de Vespasien détruits par les Delatores, avec Publius Clodius Thrasea Paetus et Quintus Marcius Barea Soranus[42].
- Sextus Sentius Sexe. F. Cécilien , consul en 75 ou 76 après J.-C., après une brillante carrière, au cours de laquelle il fut decemvir , tribun militaire avec la huitième légion, édile plébéien, préteur, gouverneur d'une province sénatoriale, légat des quinzième et troisième légions, et gouverneur de la Maurétanie Tingitana[43],[41],[44],[45].
- Sentius Augurinus, ami proche et contemporain de Pline le Jeune, qui le décrit comme un poète habile et éminent. Il a écrit de courtes œuvres dans le style de Catulle et Caius Licinius Macer Calvus . Il pourrait s'agir de la même personne que Quintus Gellius Sentius Augurinus, gouverneur de la Macédoine sous Hadrien[46],[47],[48].
- Sentius, un centurion envoyé comme envoyé à Mebarsapes pendant la guerre parthe de Trajan, en 116 apr. J.-C. Mebarsapes l'a emprisonné à Adenystrae, mais lorsque les forces romaines se sont approchées de la ville, Sentius a mené ses codétenus dans une révolte, tuant le commandant parthe et ouvrant les portes aux Romains[49].
- Cnaeus Sentius Aburnianus, consul suffect en 123 apr. J.-C.[50].
- Caius Sentius Severus Quadratus, homme de rang sénatorial et fonctionnaire de la cour impériale à une époque incertaine[51].
- Sentia Sabina, une matrone romaine issue d'une famille sénatoriale, nommée dans une inscription de la fin du troisième ou du début du quatrième siècle[52].
- Quintus Sentius Fabricius Julianus, deux fois proconsul d'Afrique, la deuxième fois de 412 à 414 apr. J.-C. [53] [54]